# Задача Кеплера в загальній теорії відносності
Задача Кеплера загалом є задачею відшукання руху двох сферично-симетричних тіл, що взаємодіють гравітаційно. В класичній теорії тяжіння розв'язок цієї проблеми знайшов сам Ісаак Ньютон: виявилося, що тіла будуть рухатися по конічних перетинах, залежно від початкових умов — по еліпсах, параболах або гіперболах. У рамках загальної теорії відносності (ЗТВ) з пуристичної точки зору ця задача видається погано поставленою, оскільки модель абсолютно твердого тіла неможлива в релятивістській фізиці (див. Парадокс Белла, Твердість за Борном), а не абсолютно тверді тіла не будуть під час взаємодії сферично-симетричними. Інший підхід включає перехід до точкових тіл, правомірний в ньютонівській фізиці, але викликає проблеми в ЗТВ. Крім цього, крім положень і швидкостей тіл необхідно задати також і початкове гравітаційне поле (метрику) у всьому просторі — проблема початкових умов у ЗТВ. В силу зазначених причин точного аналітичного розв'язку задачі Кеплера в ЗТВ не існує (аналогічно задачі трьох тіл в ньютонівській теорії тяжіння), але є комплекс методів, що дозволяють розрахувати поведінку тіл у рамках цієї задачі з необхідною точністю: наближення пробного тіла, постньютонівський формалізм, чисельна відносність.

## Історичний контекст

За відсутності додаткових зовнішніх сил частинка, що обертається навколо центрального тіла під дією ньютонівської сили гравітації, постійно рухається по одному й тому ж еліпсу. Присутність збурень (наприклад, гравітаційної дії інших планет) змінює траєкторію частинки, яку можна вважати еліпсом, але з постійно змінними параметрами. Обертання цього еліпса, називане прецесією орбіти, можна виміряти з високою точністю, а також передбачити теоретично, виходячи з відомих величин і напрямків збурювальних сил. Хоча теорія гравітації Ньютона може пояснити 99,26 % спостережуваного зсуву перигелію Меркурія, залишок величиною приблизно 40" на століття неможливо пояснити в її рамках, як це відкрито Левер'є в 1859 році.

1859 року французький астроном, директор Паризької обсерваторії Урбен Левер'є виявив, що прецесія орбіти Меркурія, визначена зі спостережень, не зовсім збігається з теоретично передбаченою — перигелій орбіти рухається трохи швидше, ніж випливає з теорії Ньютона після урахування всіх міжпланетних збурень. Ефект був малим — 38" на століття, але значно перевищував похибки вимірювань — приблизно 1". Значення відкриття було великим і багато фізиків, астрономи і небесні механіки XIX століття займалися цим питанням. Запропоновано безліч рішень у рамках класичної фізики, найвідомішими були: наявність невидимої хмари міжпланетного пилу поблизу Сонця, сплюснутістю (квадрупольний момент) Сонця, незнайдений супутник Меркурія або нова, ближча до Сонця, планета Вулкан. Оскільки жодне з цих пояснень не витримало перевірки спостереженнями, деякі фізики почали висувати радикальніші гіпотези, що необхідно змінювати сам закон тяжіння, наприклад, міняти в ньому показник степеня або додавати в потенціал члени, залежні від швидкості тіл.

Однак більшість таких спроб виявилися суперечливими. У працях з небесної механіки Лаплас показав, що якщо гравітаційна взаємодія між двома тілами не діє миттєво (що еквівалентно введенню потенціалу, який залежить від швидкостей), то в системі рухомих планет не буде зберігатися імпульс — частина імпульсу буде передаватися гравітаційному полю, аналогічно тому, як це відбувається за електромагнітної взаємодії зарядів в електродинаміці. З ньютонової точки зору, якщо гравітаційний вплив передається зі скінченною швидкістю і не залежить від швидкостей тіл, то всі точки планети мають притягатися до точки, де Сонце було дещо раніше, а не до теперішнього його розташування. На цій підставі Лаплас показав, що ексцентриситет і великі півосі орбіт у задачі Кеплера зі скінченною швидкістю гравітації повинні рости з часом — зазнавати вікових змін. З верхніх меж на зміни цих величин, що випливають зі стійкості Сонячної системи і руху Місяця, Лаплас показав, що швидкість поширення гравітаційної ньютонової взаємодії не може бути нижчою від 50 млн швидкостей світла.
Чи передається тяжіння від одного тіла до іншого миттєво? Час передавання, якби він був для нас помітним, виявився б переважно віковим прискоренням у русі Місяця. Я пропонував цей засіб для пояснення прискорення, поміченого в згаданому русі, і знайшов, що для задоволення спостереженнями слід приписати притягальній силі швидкість у сім мільйонів разів більшу, ніж швидкість світлового променя. А оскільки нині причина вікового рівняння — Місяця добре відома, то ми можемо стверджувати, що тяжіння передається зі швидкістю, що принаймні в п'ятдесят мільйонів разів перевищує швидкість світла. Тому, не побоюючись будь-якої помітної похибки, ми можемо вважати передавання тяжіння миттєвим. Оригінальний текст (рос.)
Сообщается ли притяжение от одного тела к другому мгновенно? Время передачи, если бы оно было для нас заметно, обнаружилось бы преимущественно вековым ускорением в движении Луны. Я предлагал это средство для объяснения ускорения, замеченного в упомянутом движении, и нашёл, что для удовлетворения наблюдениям должно приписать притягательной силе скорость в семь миллионов раз большую, чем скорость светового луча. А так как ныне причина векового уравнения — Луны хорошо известна, то мы можем утверждать, что притяжение передаётся со скоростью, по крайней мере в пятьдесят миллионов раз превосходящей скорость света. Поэтому, не опасаясь какой либо заметной погрешности, мы можем принимать передачу тяготения за мгновенную.— П. С. Лаплас Викладення системи Світу Париж, 1797.
Метод Лапласа коректний для прямих узагальнень ньютонової гравітації, але може бути не застосовним до складніших моделей. Так, наприклад, в електродинаміці рухомі заряди притягуються/відштовхуються не від видимих положень інших зарядів, а від положень, які вони займали б у даний час, якби рухалися від видимих положень рівномірно і прямолінійно — це є властивістю потенціалів Ліенара — Віхерта. Аналогічний розгляд у рамках загальної теорії відносності призводить до такого ж результату з точністю до членів порядку {\displaystyle (v/c)^{3}}.
У спробах уникнути викладених проблем між 1870 і 1900 роками багато вчених намагалися використовувати закони гравітаційної взаємодії, засновані на електродинамічних потенціалах Вебера, Гаусса, Рімана і Максвелла. У 1890 році Леві вдалося отримати стабільні орбіти і потрібну величину зсуву перигелію шляхом комбінації законів Вебера і Рімана. Іншу успішну спробу зробив П. Гербер у 1898 році. Проте, оскільки вихідні електродинамічні потенціали виявилися неправильними (наприклад, закон Вебера не ввійшов до остаточної теорії електромагнетизму Максвелла), ці гіпотези відкинули як довільні. Деякі інші спроби, такі як теорія Г. Лоренца (1900 рік), які вже використовували теорію Максвелла, давали занадто малу прецесію.
Близько 1904—1905 років роботи Г. Лоренца, А. Пуанкаре і А. Ейнштейна заклали фундамент спеціальної теорії відносності, виключивши можливість поширення будь-яких взаємодій швидше, ніж зі швидкістю світла. Таким чином, постало завдання замінити ньютонівський закон гравітації іншим, сумісним з принципом відносності, але таким, що дає за малих швидкостей і гравітаційних полів майже ньютонівські ефекти. Такі спроби зробив А. Пуанкаре (1905 і 1906), Г. Мінковський (1908) і А. Зоммерфельд (1910). Однак усі розглянуті моделі давали занадто малу величину зсуву перигелію.
1907 року Ейнштейн прийшов до висновку, що для опису гравітаційного поля необхідно узагальнити тодішню теорію відносності, зараз звану спеціальною. Від 1907 до 1915 року Ейнштейн послідовно йшов до нової теорії, використовуючи як дороговказ свій принцип відносності. Згідно з цим принципом однорідне гравітаційне поле діє однаково на всю матерію і, отже, не може бути знайдене спостерігачем, який вільно падає. Відповідно, всі локальні гравітаційні ефекти є відтворюваними в системі відліку, що рухається з прискореням, і навпаки. Тому гравітація діє як сила інерції, що виникає через прискорення системи відліку, — така як відцентрова сила або сила Коріоліса; подібно до всіх цих сил гравітаційна сила пропорційна інертній масі. Наслідком цієї обставини є те, що в різних точках простору-часу інерціальні системи відліку мають прискорення одна відносно іншої. Це можливо описати, тільки якщо пожертвувати класичним припущенням про те, що наш простір описується евклідовою геометрією, і перейти до викривленого простору ріманової геометрії. Більше того, викривленим виявляється зв'язок простору і часу, який і проявляється як сила гравітації за звичайних умов. Після восьми років роботи (1907—1915) Ейнштейн знайшов закон, який показує, як простір-час викривляється наявною в ньому матерією — рівняння Ейнштейна. Гравітація відрізняється від сил інерції тим, що викликається кривиною простору-часу, яку можна виміряти інваріантно. Перші ж розв'язки отриманих рівнянь, знайдені Ейнштейном (наближено) і Шварцшильдом (точно), пояснили аномальну прецесію Меркурія і передбачили подвоєну величину відхилення світла порівняно з попередніми евристичними оцінками. Це пророцтво теорії підтвердили в 1919 році англійські астрономи.

## Наближення пробного тіла

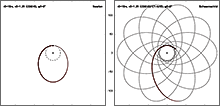
Орбіта пробної частинки за початкової швидкості, що дорівнює 126 % від кругової швидкості, і початковій відстані, рівній 10 радіусам Шварцшильда.
Зліва: згідно з ньютонівською механікою, праворуч: згідно з метрикою Шварцшильда.
Натисніть, щоб побачити анімацію.

В цьому підході вважається, що маса одного тіла m знехтовно мала порівняно з масою другого M; це непогане наближення навіть для планет, що обертаються навколо Сонця, і практично ідеальне для космічних апаратів. У такому випадку можна вважати, що перше тіло є пробним, тобто воно не вносить збурень у гравітаційне поле другого тіла, а лише рухається по геодезичних лініях сформованого другим тілом простору-часу. Оскільки зазвичай задача двох тіл розглядається в масштабах, значно менших від космологічних, то впливом лямбда-члена на метрику можна знехтувати і гравітаційне поле будь-якого сферично-симетричного тіла буде даватися розв'язком Шварцшильда. Рух легкого тіла, званого далі частинкою, таким чином відбувається по геодезичних лініях простору Шварцшильда, якщо знехтувати припливними силами і реакцією гравітаційного випромінювання.
Саме в цьому наближенні Ейнштейн вперше обчислив аномальну прецесію перигелію Меркурія, що стало першим підтвердженням загальної теорії відносності й розв'язало одну з найвідоміших на той момент проблем небесної механіки. Це ж наближення досить точно описує відхилення світла, інше знамените явище, передбачене загальною теорією відносності. Разом з тим його не достатньо для опису процесу релятивістського скорочення орбіт через гравітаційне випромінювання.

### Геометричний вступ
У звичайній евклідовій геометрії виконується теорема Піфагора, яка стверджує, що квадрат відстані ds2 між двома нескінченно близькими точками простору дорівнює сумі квадратів диференціалів координат
{\displaystyle ds^{2}=dx^{2}+dy^{2}+dz^{2},\,\!}
де dx, dy і dz — нескінченно малі різниці між координатами точок по осях x, y і z декартової системи координат. Тепер уявімо собі світ, в якому це вже неправильно, а відстані задаються співвідношенням
{\displaystyle ds^{2}=F(x,y,z)dx^{2}+G(x,y,z)dy^{2}+H(x,y,z)dz^{2},\,\!}
де F, G і H — деякі функції положення. Це неважко уявити, оскільки ми живемо в такому світі: поверхня Землі зігнута, так що її не можна без спотворень подати на плоскій карті. Недекартові координатні системи також можуть бути прикладом: у сферичних координатах (r, θ, φ) евклідова відстань записується як
{\displaystyle ds^{2}=dr^{2}+r^{2}d\theta ^{2}+r^{2}\sin ^{2}\theta d\varphi ^{2}.\,\!}
Нарешті, в загальному випадку ми маємо допустити, що лінійки можуть змінювати свою координатну довжину не тільки під час зміни положення, але й при поворотах. Це призводить до появи перехресних членів у виразі для довжини
{\displaystyle ds^{2}=g_{xx}dx^{2}+g_{xy}dxdy+g_{xz}dxdz+g_{yy}dy^{2}+g_{yz}dydz+g_{zz}dz^{2}\,\!}
де 6 функцій gxx, gxy і так далі перетворюються при зміні координат як компоненти тензора, званого метричним (або просто метрикою), який визначає всі характеристики простору в цій узагальненій рімановій геометрії. У сферичних координатах, наприклад, у метриці немає перехресних членів, а єдині її ненульові компоненти — це grr = 1, gθθ = r2 і gφφ = r2 sin2 θ.
Зазначимо окремо, що після задання метричного тензора в якійсь системі координат вся геометрія ріманового простору виявляється жорстко заданою, і не змінюється при перетвореннях координат. Простіше кажучи, координати — це довільні числа, які лише вказують на точку простору, а відстань, виміряна фізичною лінійкою між двома зафіксованими точками, не залежить від того, які координати ми присвоюємо їм — є інваріантом при зміні координатних сіток.
У спеціальній теорії відносності Альберт Ейнштейн показав, що відстань ds між двома точками в просторі не є інваріантом, а залежить від руху спостерігача. Ця відстань виявляється проєкцією на одночасний простір істинно інваріантної величини — інтервалу, що не залежить від руху спостерігача, але включає крім просторових також і часову координату точок простору-часу, званих при цьому подіями
{\displaystyle ds^{2}=c^{2}dt^{2}-dx^{2}-dy^{2}-dz^{2}.\,\!}
Аналогічно можна переписати інтервал у сферичних координатах
{\displaystyle ds^{2}=c^{2}dt^{2}-dr^{2}-r^{2}d\theta ^{2}-r^{2}\sin ^{2}\theta d\varphi ^{2}.\,\!}
Ця формула являє собою природне узагальнення теореми Піфагора і справедлива за відсутності кривини простору-часу. У загальній же теорії відносності простір-час викривлено, так що «відстань» виражається загальною формулою
{\displaystyle ds^{2}=g_{\mu \nu }dx^{\mu }dx^{\nu },\,\!}
де застосоване правило підсумовування Ейнштейна — за індексом, що зустрічається вгорі і внизу, мається на увазі підсумовування за всіма його значеннями, в цьому випадку — чотирма (трьома просторовими і однією часовою координатою). Точні значення компонент метрики визначаються розподілом гравітуючої речовини, її маси, енергії та імпульсу, через рівняння Ейнштейна. Ейнштейн вивів ці рівняння, виходячи з відомих законів збереження енергії та імпульсу; однак розв'язки цих рівнянь передбачили явища, які раніше не спостерігались, на зразок відхилення світла, підтверджені пізніше.

### Метрика Шварцшильда
Єдиним розв'язком рівнянь Ейнштейна (без космологічної сталої) для зовнішнього гравітаційного поля сферично-симетрично розподіленої матерії (енергії-імпульсу) є метрика Шварцшильда.
{\displaystyle {ds}^{2}=\left(1-{\frac {r_{s}}{r}}\right)c^{2}dt^{2}-{\frac {dr^{2}}{1-{\frac {r_{s}}{r}}}}-r^{2}d\theta ^{2}-r^{2}\sin ^{2}\theta \,d\varphi ^{2}}
де
c — швидкість світла в метрах на секунду,
t — часова координата в секундах (що збігається з часом, відлічуваним нескінченно віддаленим нерухомим годинником),
r — радіальна координата в метрах (визначається як довжина кола з центром у точці симетрії поділена на 2π),
θ і φ — кути в системі сферичних координат у радіанах,
rs — радіус Шварцшильда (в метрах), що характеризує тіло масою M і дорівнює
{\displaystyle r_{s}={\frac {2GM}{c^{2}}}}
де G — гравітаційна стала.
Класична теорія гравітації Ньютона є граничним випадком за малих rs/r. На практиці це відношення майже завжди дуже мале. Наприклад, для Землі радіус Шварцшильда становить приблизно 9 міліметрів, тоді як супутник на геостаціонарній орбіті міститься на {\displaystyle r\simeq 42164} км. Для Сонячної системи це відношення не перевершує 2 мільйонних, і лише для ділянок поблизу чорних дір і нейтронних зір воно стає істотно більшим (до декількох десятих).

### Рівняння геодезичних
Згідно з загальною теорією відносності, частинки знехтовно малої маси рухаються по геодезичних лініях простору-часу. В невикривленому просторі далеко від будь-яких притягувальних тіл ці геодезичні являють собою прямі лінії. В присутності джерел гравітації це вже не так, і рівняння геодезичних записуються так:
{\displaystyle {\frac {d^{2}x^{\mu }}{dq^{2}}}+\Gamma _{\nu \lambda }^{\mu }{\frac {dx^{\nu }}{dq}}{\frac {dx^{\lambda }}{dq}}=0}
де Γ — символи Крістофеля, а змінна q параметризує шлях частинки крізь простір-час — її світову лінію, і називається канонічним параметром геодезичної лінії. Символи Крістофеля залежать тільки від метричного тензора gμν, точніше від того, як він змінюється від точки до точки. Для часоподібних геодезичних, по яких рухаються масивні частинки, параметр q збігається з власним часом τ з точністю до сталого множника, який зазвичай беруть рівним 1. Для часоподібних світових ліній безмасових частинок (таких як фотони) параметр q не можна взяти рівним власному часу, оскільки він дорівнює нулю, але форма геодезичних все одно описується цим рівнянням. Крім того, світлоподібні геодезичні можна отримати як граничний випадок часоподібних при прямуванні маси частинки до 0 (якщо зберігати сталою енергію частинки).
Можна спростити задачу, скориставшись її симетрією — так ми виключимо з розгляду одну змінну. В будь-якому сферично-симетричному випадку рух відбувається в площині, яку можна вибрати за площину θ = π/2. Метрика в цій площині має вигляд
{\displaystyle ds^{2}=\left(1-{\frac {r_{s}}{r}}\right)c^{2}dt^{2}-{\frac {dr^{2}}{1-{\frac {r_{s}}{r}}}}-r^{2}d\varphi ^{2}.}
Оскільки вона не залежить від {\displaystyle \varphi } і {\displaystyle t}, то існують два інтеграли руху (див. висновок нижче)
{\displaystyle r^{2}{\frac {d\varphi }{d\tau }}={\frac {L}{m}},}
{\displaystyle \left(1-{\frac {r_{s}}{r}}\right){\frac {dt}{d\tau }}={\frac {E}{mc^{2}}}.}
Підставивши ці інтеграли в метрику, маємо
{\displaystyle c^{2}=\left(1-{\frac {r_{s}}{r}}\right)c^{2}\left({\frac {dt}{d\tau }}\right)^{2}-{\frac {1}{1-{\frac {r_{s}}{r}}}}\left({\frac {dr}{d\tau }}\right)^{2}-r^{2}\left({\frac {d\varphi }{d\tau }}\right)^{2},}
так що рівняння руху частинки стають такими
{\displaystyle \left({\frac {dr}{d\tau }}\right)^{2}={\frac {E^{2}}{m^{2}c^{2}}}-\left(1-{\frac {r_{s}}{r}}\right)\left(c^{2}+{\frac {L^{2}}{m^{2}r^{2}}}\right).}
Залежність від власного часу можна виключити, скориставшись інтегралом L
{\displaystyle \left({\frac {dr}{d\varphi }}\right)^{2}=\left({\frac {dr}{d\tau }}\right)^{2}\left({\frac {d\tau }{d\varphi }}\right)^{2}=\left({\frac {dr}{d\tau }}\right)^{2}\left({\frac {mr^{2}}{L}}\right)^{2},}
тому рівняння орбіт стає таким
{\displaystyle \left({\frac {dr}{d\varphi }}\right)^{2}={\frac {r^{4}}{b^{2}}}-\left(1-{\frac {r_{s}}{r}}\right)\left({\frac {r^{4}}{a^{2}}}+r^{2}\right),}
де для стислості введено дві характерні довжини a і b
{\displaystyle a={\frac {L}{mc}},}
{\displaystyle b={\frac {cL}{E}}.}
Те ж рівняння можна вивести з лагранжевого підходу або скориставшись рівнянням Гамільтона — Якобі (див. далі). Розв'язок рівняння орбіт дається виразом

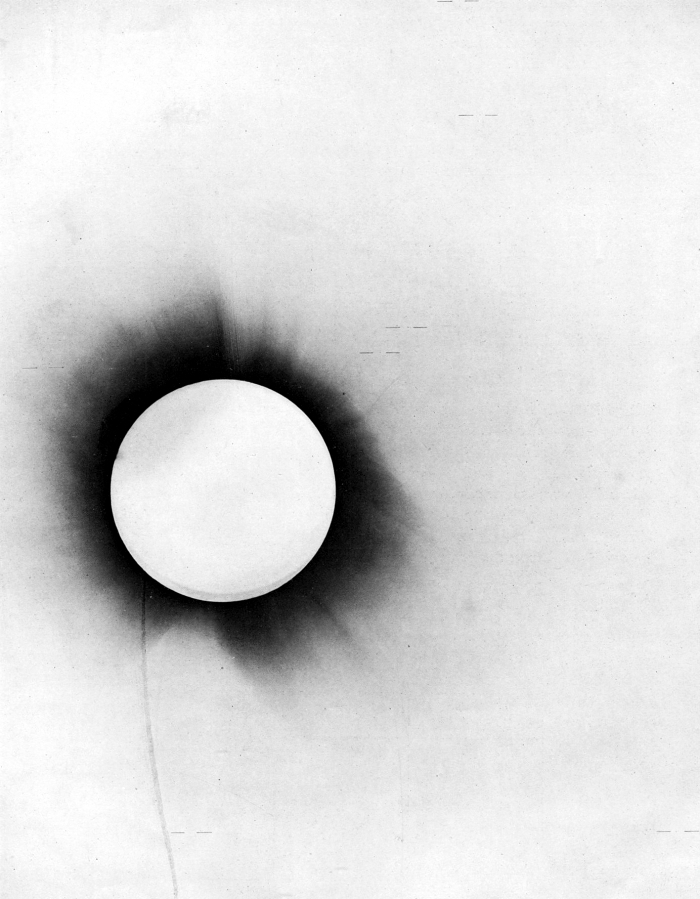
Відхилення світла зір гравітаційним полем Сонця, виміряне астрономічною експедицією Еддінгтона (1919 рік) і, як виявилося, узгоджене із загальною теорією відносності, поклало початок широкомасштабному визнанню теорії Ейнштейна.

{\displaystyle \varphi =\int {\frac {dr}{r^{2}{\sqrt {{\frac {1}{b^{2}}}-\left(1-{\frac {r_{s}}{r}}\right)\left({\frac {1}{a^{2}}}+{\frac {1}{r^{2}}}\right)}}}}.}

#### Наближена формула для відхилення світла
В границі маси частинки m, що прямує до нуля (або, еквівалентно, {\displaystyle a\rightarrow \infty }), рівняння орбіти переходить у
{\displaystyle \varphi =\int {\frac {dr}{r^{2}{\sqrt {{\frac {1}{b^{2}}}-\left(1-{\frac {r_{s}}{r}}\right){\frac {1}{r^{2}}}}}}}.}
Розкладаючи цей вираз за степенями відношення rs/r, у першому наближенні отримуємо відхилення δφ безмасової частинки при прольоті повз гравітуючий центру:
{\displaystyle \delta \varphi \approx {\frac {2r_{s}}{b}}={\frac {4GM}{c^{2}b}}.}
Константу b тут можна інтерпретувати як прицільний параметр — відстань найбільшого наближення. Наближення, використане при виведенні цієї формули, досить точне для більшості практичних застосувань, зокрема для вимірювання гравітаційного лінзування. Для світла, що проходить поблизу сонячної поверхні, відхилення становить близько 1,75 кутової секунди.

#### Зв'язок з класичною механікою і прецесія еліптичних орбіт

Ефективний потенціал для різних значень моменту імпульсу. За малих r потенціал зменшується (на відміну від класичної задачі Кеплера), дозволяючи частинці падіння на центр. Проте, при народжена зовні частинка не може подолати потенціальний бар'єр і уникає захоплення. При граничному нормованому кутовому моменті існує метастабільна колова орбіта, позначена зеленим колом, і є нескінченно накручувана на неї і скручувна з неї спіральні орбіти. За малих частинка захоплюється і падає на центр.

Рівняння руху частинки в полі Шварцшильда
{\displaystyle \left({\frac {dr}{d\tau }}\right)^{2}={\frac {E^{2}}{m^{2}c^{2}}}-c^{2}+{\frac {r_{s}c^{2}}{r}}-{\frac {L^{2}}{m^{2}r^{2}}}+{\frac {r_{s}L^{2}}{m^{2}r^{3}}}}
можна переписати, використовуючи визначення гравітаційного радіуса rs:
{\displaystyle {\frac {1}{2}}m\left({\frac {dr}{d\tau }}\right)^{2}=\left[{\frac {E^{2}}{2mc^{2}}}-{\frac {1}{2}}mc^{2}\right]+{\frac {GMm}{r}}-{\frac {L^{2}}{2mr^{2}}}+{\frac {GML^{2}}{c^{2}mr^{3}}}}
що еквівалентно руху нерелятивістської частинки з енергією {\displaystyle {\frac {E^{2}}{2mc^{2}}}-{\frac {1}{2}}mc^{2}} в одновимірному ефективному потенціалі
{\displaystyle V(r)=-{\frac {GMm}{r}}+{\frac {L^{2}}{2mr^{2}}}-{\frac {GML^{2}}{c^{2}mr^{3}}}.}
Перші два члени відповідають відомим класичним: гравітаційному потенціалу тяжіння Ньютона і відцентровому потенціалу відштовхування, і тільки третій член не має аналога в класичній задачі Кеплера. Як показано нижче, і в іншій статті, такий член приводить до прецесії еліптичних орбіт на кут δφ за кожен оборот
{\displaystyle \delta \varphi \approx {\frac {6\pi GM}{c^{2}A\left(1-e^{2}\right)}}}
де A — велика піввісь орбіти, а e — її ексцентриситет.
Третій член має характер притягання та змінює поведінку потенціалу за малих r — замість того, щоб йти в {\displaystyle +\infty }, перешкоджаючи падінню частинки на центр (як це було в класичній задачі Кеплера), потенціал йде на {\displaystyle -\infty }, дозволяючи частинці падати (див. детальніше падіння в чорну діру).

#### Колові орбіти і їх стійкість

Радіуси стійких (синя крива) і нестійких (червона крива) орбіт в залежності від нормованого кутового моменту a/r_{s} = L/mcr_{s}. Графіки зустрічаються в єдиній точці (обведеній зеленим колом), де. Для порівняння наведено також радіуси завжди стійких орбіт класичної задачі Кеплера (чорна крива).

Ефективний потенціал V можна переписати через параметри довжини a і b
{\displaystyle V(r)={\frac {mc^{2}}{2}}\left[-{\frac {r_{s}}{r}}+{\frac {a^{2}}{r^{2}}}-{\frac {r_{s}a^{2}}{r^{3}}}\right].}
Кругові орбіти можливі за ефективної сили, що дорівнює нулю
{\displaystyle F=-{\frac {dV}{dr}}=-{\frac {mc^{2}}{2r^{4}}}\left[r_{s}r^{2}-2a^{2}r+3r_{s}a^{2}\right]=0,}
тобто коли дві притягальні сили — ньютонова гравітація (перший член) і її релятивістська поправка (третій член) — точно збалансовані відцентровою силою відштовхування (другий член). Існують два радіуси, на яких досягається ця компенсація
{\displaystyle r_{\mathrm {outer} }={\frac {a^{2}}{r_{s}}}\left(1+{\sqrt {1-{\frac {3r_{s}^{2}}{a^{2}}}}}\right),}
{\displaystyle r_{\mathrm {inner} }={\frac {a^{2}}{r_{s}}}\left(1-{\sqrt {1-{\frac {3r_{s}^{2}}{a^{2}}}}}\right)={\frac {3a^{2}}{r_{\mathrm {outer} }}},}
які прямо виводяться з квадратного рівняння вище. Внутрішній радіус rinner виявляється нестійким за будь-яких значеннях a, оскільки сила тяжіння там росте швидше, ніж сила відштовхування, тому будь-яке збурення призводить до падіння частинки на центр. Орбіти зовнішнього радіуса стійкі — там релятивістське тяжіння невелике, і їх характер майже збігається з траєкторіями нерелятивістської задачі Кеплера.
Коли a набагато більше за rs (класичний випадок), розміри орбіт прямують до
{\displaystyle r_{\mathrm {outer} }\approx {\frac {2a^{2}}{r_{s}}},}
{\displaystyle r_{\mathrm {inner} }\approx {\frac {3}{2}}r_{s}.}
Підставляючи визначення a і rs в router, отримуємо класичну формулу для частинки на коловій орбіті навколо гравітуючого центра масою M
{\displaystyle r_{\mathrm {outer} }^{3}\approx {\frac {GM}{\omega _{\varphi }^{2}}},}
де ωφ — орбітальна кутова швидкість частинки.
Коли a2 прямує до 3rs2 (зверху), зовнішній і внутрішній радіуси змикаються до
{\displaystyle r_{\mathrm {outer} }\rightarrow r_{\mathrm {inner} }\rightarrow 3r_{s}.}
Розв'язок квадратного рівняння гарантує, що router завжди більше 3rs, а rinner лежить між 3⁄2 rs і 3rs. Кругові орбіти з радіусом менше 3⁄2 rs неможливі. Сама орбіта rinner = 3⁄2 rs є граничним випадком для безмасових частинок, коли {\displaystyle a\rightarrow \infty }, тому сферу цього радіуса іноді називають фотонною сферою.

#### Прецесія еліптичних орбіт

В нерелятивістській задачі Кеплера частинка рухається завжди по одному й тому ж ідеальному еліпсу (червона орбіта). Загальна теорія відносності змінює силу, що діє на частинку, так що тяжіння зростає швидше, ніж у теорії Ньютона (в шварцшильдових координатах). Це збурення викликає обертання майже еліптичної орбіти (блакитна) — прецесію в напрямку обертання планети; цей ефект надійно виміряний для Меркурія, Венери і Землі. Жовта точка являє собою центр тяжіння, наприклад, Сонце.

Швидкість прецесії орбіти можна вивести з ефективного потенціалу V. Мале відхилення за радіусом від орбіти-кола r=router буде осцилювати з частотою
{\displaystyle \omega _{r}^{2}={\frac {1}{m}}\left[{\frac {d^{2}V}{dr^{2}}}\right]_{r=r_{\mathrm {outer} }}=\left({\frac {c^{2}r_{s}}{2r_{\mathrm {outer} }^{4}}}\right)\left(r_{\mathrm {outer} }-r_{\mathrm {inner} }\right)=\omega _{\varphi }^{2}{\sqrt {1-{\frac {3r_{s}^{2}}{a^{2}}}}}.}
Розкладання в ряд дає
{\displaystyle \omega _{r}=\omega _{\varphi }\left(1-{\frac {3r_{s}^{2}}{4a^{2}}}+\cdots \right).}
Множення на період обертання T приводить до прецесії на одному обороті
{\displaystyle \delta \varphi =T\left(\omega _{\varphi }-\omega _{r}\right)\approx 2\pi \left({\frac {3r_{s}^{2}}{4a^{2}}}\right)={\frac {3\pi m^{2}c^{2}}{2L^{2}}}r_{s}^{2},}
де ωφT = 2п і використано визначення a. Підставляючи rs, отримуємо
{\displaystyle \delta \varphi \approx {\frac {3\pi m^{2}c^{2}}{2L^{2}}}\left({\frac {4G^{2}M^{2}}{c^{4}}}\right)={\frac {6\pi G^{2}M^{2}m^{2}}{c^{2}L^{2}}}.}
Використовуючи велику піввісь орбіти A і ексцентриситет e, пов'язані співвідношенням
{\displaystyle {\frac {L^{2}}{GMm^{2}}}=A\left(1-e^{2}\right),}
ми приходимо до найвідомішої формули прецесії
{\displaystyle \delta \varphi \approx {\frac {6\pi GM}{c^{2}A\left(1-e^{2}\right)}}.}

### Точний розв'язок для орбіти в еліптичних функціях
Вводячи безрозмірну змінну
{\displaystyle \zeta ={\frac {r_{s}}{4r}}-{\frac {1}{12}}}
рівняння орбіти
{\displaystyle \left({\frac {dr}{d\varphi }}\right)^{2}={\frac {r^{4}}{b^{2}}}-\left(1-{\frac {r_{s}}{r}}\right)\left({\frac {r^{4}}{a^{2}}}+r^{2}\right)}
можна звести до спрощеного вигляду
{\displaystyle \left({\frac {d\zeta }{d\varphi }}\right)^{2}=4\zeta ^{3}-g_{2}\zeta -g_{3},}
де сталі безрозмірні коефіцієнти g2 і g3 визначені як
{\displaystyle {\begin{aligned}g_{2}&={\frac {1}{12}}-{\frac {r_{s}^{2}}{4a^{2}}},\\g_{3}&={\frac {1}{216}}+{\frac {r_{s}^{2}}{24a^{2}}}-{\frac {r_{s}^{2}}{16b^{2}}}.\end{aligned}}}
Розв'язок цього рівняння для орбіти задається у вигляді невизначеного інтеграла
{\displaystyle \varphi -\varphi _{0}=\int {\frac {d\zeta }{\sqrt {4\zeta ^{3}-g_{2}\zeta -g_{3}}}}.}
Звідси випливає, що з точністю до фазового зсуву, {\displaystyle \zeta =\wp (\varphi -\varphi _{0})}, де {\displaystyle \wp } — еліптична функція Веєрштрасса з параметрами g2 і g3, і φ0 — стала інтегрування (можливо комплексна).

#### Якісний характер можливих орбіт
Повний якісний аналіз можливих орбіт у полі Шварцшильда вперше провів Ю. Хагихара в 1931 році.
Траєкторії в полі Шварцшильда описуються рівнянням руху
{\displaystyle \left({\frac {d\zeta }{d\varphi }}\right)^{2}=4\zeta ^{3}-g_{2}\zeta -g_{3}.}
Якщо дискримінант {\displaystyle \Delta =g_{2}^{3}-27g_{3}^{2}} більший від 0, то кубічне рівняння
{\displaystyle G(\zeta )=4\zeta ^{3}-g_{2}\zeta -g_{3}=0\,}
має три різних дійсних корені e1, e2 і e3, які можна впорядкувати за спаданням
{\displaystyle e_{1}>e_{2}>e_{3}.}
У такому разі розв'язок {\displaystyle \zeta =\wp (\varphi -\varphi _{0})} є еліптичною функцією з двома півперіодами, одним чисто дійсним
{\displaystyle \omega _{1}=\int _{e_{1}}^{\infty }{\frac {dz}{\sqrt {4z^{3}-g_{2}z-g_{3}}}},}
і другим — чисто уявним
{\displaystyle \omega _{3}=i\int _{-e_{3}}^{\infty }{\frac {dz}{\sqrt {4z^{3}-g_{2}z-g_{3}}}}.}
Проміжний корінь, що залишився, визначає комплексний півперіод ω2 = —ω1 — ω3. Ці величини пов'язані з відповідними коренями рівнянням {\displaystyle \wp (\omega _{i})=e_{i}} (i= 1, 2, 3). Отже, при {\displaystyle \varphi -\varphi _{0}=n\omega _{i}} (n — ціле число) похідна ζ обертається в 0, тобто траєкторія досягає періастру або апоастру — точки найбільшого наближення і віддалення, відповідно:
{\displaystyle {\frac {d\zeta }{d\phi }}=0\ \mathrm {when} \ \zeta =\wp (-\omega _{i})=e_{i}}
оскільки
{\displaystyle \left({\frac {d\zeta }{d\varphi }}\right)^{2}=G(\zeta )=4\zeta ^{3}-g_{2}\zeta -g_{3}=4\left(\zeta -e_{1}\right)\left(\zeta -e_{2}\right)\left(\zeta -e_{3}\right).}
Якісний характер орбіти залежить від вибору φ0. Розв'язки із φ0 = ω2 відповідають або орбітам, що коливаються від ζ=e2 до ζ=e3, або траєкторіями, що йдуть у нескінченність (ζ=-1/12). Навпаки, розв'язки з φ0, рівним ω1 або будь-якому іншому дійсному числу, описують орбіти, що сходяться до центру, оскільки дійсне ζ не може бути меншим від e1 і тому буде неминуче зростати до нескінченності.

##### Квазіеліптичні орбіти
Розв'язки {\displaystyle \zeta =\wp (\phi -\phi _{0})}, в яких φ0 = ω2, дають дійсні значення ζ за умови, що енергія E задовольняє нерівності E2 < m2c4. В такому разі ζ приймає значення в інтервалі e3 ≤ ζ ≤ e2. Якщо обидва корені більші від −1⁄12, то ζ не може набути цього значення, яке відповідає відходу частинки на нескінченність, тому тіло буде здійснювати фінітний рух, який можна уявити як рух по прецесуючому еліпсу. Радіальна координата тіла буде нескінченно коливатися між
{\displaystyle r_{min}={\frac {3r_{s}}{1+12e_{2}}}}
і
{\displaystyle r_{max}={\frac {3r_{s}}{1+12e_{1}}},}
які відповідають екстремальним значенням ζ. Дійсний період еліптичної функції Веєрштрасса становить 2ω1; таким чином, частинка повертається до того ж радіуса, коли кутова координата зростає на 2ω1, що, взагалі кажучи, відрізняється від 2π. Тому орбіта як правило прецесує, однак при {\displaystyle r_{min}\ll r_{g}} кут прецесії за один оборот (2ω1 − 2π) досить малий.

###### Стабільні колові орбіти
Особливий випадок 2e2 = 2e3 = −e3 відповідає розв'язку з ζ = const = e2 = e3. Виходить колова орбіта з r = router, не меншим 3rs. Такі орбіти стійкі, оскільки малі збурення параметрів призводять до розщеплення коренів, приводячи до квазіеліптичних орбіт. Наприклад, якщо частинку трохи «підштовхнути» в радіальному напрямку, то вона стане коливатися поблизу незбуреного радіуса, описуючи прецесуючий еліпс.

###### Інфінітні орбіти
При r, що прямує до нескінченності, ζ прямує до −1⁄12. Тому орбіти, що необмежено віддаляються або наближаються з нескінченності до центрального тіла, відповідають періодичним розв'язкам, у яких −1⁄12 потрапляє в доступний ζ інтервал, тобто при e3 ≤ −1⁄12 ≤ ζ ≤ e2.

###### Асимптотично кругові орбіти
Інший особливий випадок відповідає −e3 = 2e2 = 2e1, тобто два корені G(ζ) додатні і дорівнюють один одному, а третій — від'ємний. Орбіти в такому випадку є спіралями, які скручуються або накручуються при прямуванні φ до нескінченності (не важливо, додатної чи від'ємної) на коло радіуса r, яке визначається співвідношенням
{\displaystyle {\frac {r_{s}}{4r}}-{\frac {1}{12}}=e.}
Позначивши повторюваний корінь e = n2/3, отримаємо рівняння орбіти, яке легко перевірити безпосередньою підстановкою:
{\displaystyle \zeta ={\frac {r_{s}}{4r}}-{\frac {1}{12}}=e-{\frac {n^{2}}{\cosh ^{2}n\varphi }}.}
В таких випадках радіальна координата частинки укладена між 2rs і 3rs.
Рівняння таких орбіт можна отримати з виразу еліптичної функції Веєрштрасса через еліптичні функції Якобі
{\displaystyle \zeta =\wp (\phi -\phi _{0})=e_{1}+\left(e_{1}-e_{3}\right){\frac {\mathrm {cn} ^{2}w}{\mathrm {sn} ^{2}w}},}
де {\displaystyle w=(\phi -\phi _{0}){\sqrt {e_{1}-e_{3}}}} і модуль
{\displaystyle k={\sqrt {\frac {e_{2}-e_{3}}{e_{1}-e_{3}}}}.}
В границі збігу e2 і e1, модуль прямує до одиниці, а w переходить в n(φ − φ0). Вибираючи φ0 уявним, рівним {\displaystyle iK^{\prime }} (чверть періоду), приходимо до наведеної вище формули.

##### Падіння на центр
У дійсних розв'язках {\displaystyle \zeta =\wp (\phi -\phi _{0})}, в яких φ0 дорівнює ω1 або деяким іншим дійсним числам, ζ не може стати меншим від e1. Через рівняння руху
{\displaystyle \left({\frac {d\zeta }{d\varphi }}\right)^{2}=4\zeta ^{3}-g_{2}\zeta -g_{3}=4\left(\zeta -e_{1}\right)\left(\zeta -e_{2}\right)\left(\zeta -e_{3}\right)}
ζ безмежно зростає, що відповідає падінню на центр r = 0 після нескінченного числа обертів навколо нього.

### Виведення рівняння орбіт

#### Зрівняння Гамільтона — Якобі
Перевага цього виведення полягає в тому, що воно застосовне і до руху частинок, і до поширення хвиль, що легко приводить до виразу для відхилення світла в гравітаційному полі при використанні принципу Ферма. Основна ідея полягає в тому, що завдяки гравітаційному уповільненню часу частини хвильового фронту, розташовані ближче до гравітуючої маси, рухаються повільніше, ніж розташовані далі, що призводить до викривлення поширення хвильового фронту.
В силу загальної коваріантності, рівняння Гамільтона — Якобі для однієї частинки в довільних координатах можна записати у вигляді
{\displaystyle g^{\mu \nu }{\frac {\partial S}{\partial x^{\mu }}}{\frac {\partial S}{\partial x^{\nu }}}=m^{2}c^{2}.}
У метриці Шварцшильда це рівняння набуде вигляду
{\displaystyle {\frac {1}{c^{2}\left(1-{\frac {r_{s}}{r}}\right)}}\left({\frac {\partial S}{\partial t}}\right)^{2}-\left(1-{\frac {r_{s}}{r}}\right)\left({\frac {\partial S}{\partial r}}\right)^{2}-{\frac {1}{r^{2}}}\left({\frac {\partial S}{\partial \varphi }}\right)^{2}=m^{2}c^{2},}
де площина відліку {\displaystyle \theta } сферичної системи координат розташована в площині орбіти. Час t і довгота φ — циклічні координати, тому розв'язок для функції дії S запишеться у вигляді
{\displaystyle S=-Et+L\varphi +S_{r}(r)\,,}
де E — енергія частинки, L — її кутовий момент. Рівняння Гамільтона — Якобі приводить до інтегрального розв'язку для радіальної частини Sr(r)
{\displaystyle S_{r}(r)=\int {\frac {Ldr}{1-{\frac {r_{s}}{r}}}}{\sqrt {{\frac {1}{b^{2}}}-\left(1-{\frac {r_{s}}{r}}\right)\left({\frac {1}{a^{2}}}+{\frac {1}{r^{2}}}\right)}}.}
Диференціюючи функцію S звичайним чином
{\displaystyle {\frac {\partial S}{\partial L}}=\varphi +{\frac {\partial S_{r}}{\partial L}}=\mathrm {constant} ,}
приходимо до рівняння орбіти, отриманого раніше
{\displaystyle \left({\frac {dr}{d\varphi }}\right)^{2}={\frac {r^{4}}{b^{2}}}-\left(1-{\frac {r_{s}}{r}}\right)\left({\frac {r^{4}}{a^{2}}}+r^{2}\right).}
Цей підхід можна використовувати для елегантного виведення швидкості прецесії орбіти.
В границі нульової маси m (або, що еквівалентно, нескінченного a), радіальна частина дії S стає рівною
{\displaystyle S_{r}(r)={\frac {E}{c}}\int dr{\sqrt {{\frac {r^{2}}{\left(r-r_{s}\right)^{2}}}-{\frac {b^{2}}{r\left(r-r_{s}\right)}}}},}
з цього виразу виводиться рівняння для відхилення променя світла.

#### З рівнянь Лагранжа
В загальній теорії відносності вільні частинки зі знехтовно малою масою m, підкоряючись принципу еквівалентності, рухаються по геодезичних у просторі-часі, створюваному масами, що тяжіють. Геодезичні простору-часу визначаються як криві, малі варіації яких — за фіксованих початковій і кінцевій точках — не змінюють їх довжини s. Це можна виразити математично за допомогою варіаційного числення
{\displaystyle 0=\delta s=\delta \int ds=\delta \int {\sqrt {g_{\mu \nu }{\frac {dx^{\mu }}{d\tau }}{\frac {dx^{\nu }}{d\tau }}}}d\tau =\delta \int {\sqrt {2T}}d\tau ,}
де τ — власний час, s=cτ — довжина в просторі-часі, і величина T визначена як
{\displaystyle 2T=c^{2}=\left({\frac {ds}{d\tau }}\right)^{2}=g_{\mu \nu }{\frac {dx^{\mu }}{d\tau }}{\frac {dx^{\nu }}{d\tau }}=\left(1-{\frac {r_{s}}{r}}\right)c^{2}\left({\frac {dt}{d\tau }}\right)^{2}-{\frac {1}{1-{\frac {r_{s}}{r}}}}\left({\frac {dr}{d\tau }}\right)^{2}-r^{2}\left({\frac {d\varphi }{d\tau }}\right)^{2},}
за аналогією з кінетичною енергією. Якщо похідну за власним часу для стислості позначити крапкою
{\displaystyle {\dot {x}}^{\mu }={\frac {dx^{\mu }}{d\tau }},}
то T можна записати у вигляді
{\displaystyle 2T=c^{2}=\left(1-{\frac {r_{s}}{r}}\right)c^{2}\left({\dot {t}}\right)^{2}-{\frac {1}{1-{\frac {r_{s}}{r}}}}\left({\dot {r}}\right)^{2}-r^{2}\left({\dot {\varphi }}\right)^{2}.}
Сталі величини, такі як c або корінь квадратний з двох, не впливають на відповідь варіаційної задачі, і таким чином, переносячи варіацію під інтеграл, приходимо до варіаційного принципу Гамільтона
{\displaystyle 0=\delta \int {\sqrt {2T}}d\tau =\int {\frac {\delta T}{\sqrt {2T}}}d\tau ={\frac {1}{c}}\delta \int Td\tau .}
Розв'язок варіаційної задачі дають рівняння Лагранжа
{\displaystyle {\frac {d}{d\tau }}\left({\frac {\partial T}{\partial {\dot {x}}^{\sigma }}}\right)={\frac {\partial T}{\partial x^{\sigma }}}.}
Коли вони застосовуються до t і φ, ці рівняння приводять до існування величин, які зберігаються
{\displaystyle {\frac {d}{d\tau }}\left[r^{2}{\frac {d\varphi }{d\tau }}\right]=0,}
{\displaystyle {\frac {d}{d\tau }}\left[\left(1-{\frac {r_{s}}{r}}\right){\frac {dt}{d\tau }}\right]=0,}
що можна записати як рівняння для L і E
{\displaystyle r^{2}{\frac {d\varphi }{d\tau }}={\frac {L}{m}},}
{\displaystyle \left(1-{\frac {r_{s}}{r}}\right){\frac {dt}{d\tau }}={\frac {E}{mc^{2}}}.}
Як показано вище, підстановка цих рівнянь у визначення метрики Шварцшильда приводить до рівняння орбіт.

#### З принципу Гамільтона
Інтеграл дії для частинки в гравітаційному полі має вигляд
{\displaystyle S=\int {-mc^{2}d\tau }=-mc\int {c{\frac {d\tau }{dq}}dq}=-mc\int {{\sqrt {g_{\mu \nu }{\frac {dx^{\mu }}{dq}}{\frac {dx^{\nu }}{dq}}}}dq},}
де τ — власний час і q — гладка параметризація світової лінії частинки. Якщо застосувати варіаційне числення, то з цього виразу негайно випливають рівняння для геодезичних. Обчислення можна спростити, якщо взяти варіацію від квадрата підінтегрального виразу. В полі Шварцшильда цей квадрат дорівнює
{\displaystyle \left(c{\frac {d\tau }{dq}}\right)^{2}=g_{\mu \nu }{\frac {dx^{\mu }}{dq}}{\frac {dx^{\nu }}{dq}}=\left(1-{\frac {r_{s}}{r}}\right)c^{2}\left({\frac {dt}{dq}}\right)^{2}-{\frac {1}{1-{\frac {r_{s}}{r}}}}\left({\frac {dr}{dq}}\right)^{2}-r^{2}\left({\frac {d\varphi }{dq}}\right)^{2}.}
Порахувавши варіацію, отримаємо
{\displaystyle \delta \left(c{\frac {d\tau }{dq}}\right)^{2}=2c^{2}{\frac {d\tau }{dq}}\delta {\frac {d\tau }{dq}}=\delta \left[\left(1-{\frac {r_{s}}{r}}\right)c^{2}\left({\frac {dt}{dq}}\right)^{2}-{\frac {1}{1-{\frac {r_{s}}{r}}}}\left({\frac {dr}{dq}}\right)^{2}-r^{2}\left({\frac {d\varphi }{dq}}\right)^{2}\right].}
Взявши варіацію тільки за довготою φ
{\displaystyle 2c^{2}{\frac {d\tau }{dq}}\delta {\frac {d\tau }{dq}}=-2r^{2}{\frac {d\varphi }{dq}}\delta {\frac {d\varphi }{dq}}}
поділимо на {\displaystyle 2c{\frac {d\tau }{dq}}}, щоб отримати варіацію підінтегрального виразу
{\displaystyle c\,\delta {\frac {d\tau }{dq}}=-{\frac {r^{2}}{c}}{\frac {d\varphi }{d\tau }}\delta {\frac {d\varphi }{dq}}=-{\frac {r^{2}}{c}}{\frac {d\varphi }{d\tau }}{\frac {d\delta \varphi }{dq}}.}
Таким чином
{\displaystyle 0=\delta \int {c{\frac {d\tau }{dq}}dq}=\int {c\delta {\frac {d\tau }{dq}}dq}=\int {-{\frac {r^{2}}{c}}{\frac {d\varphi }{d\tau }}{\frac {d\delta \varphi }{dq}}dq},}
і інтегрування частинами приводить до
{\displaystyle 0=-{\frac {r^{2}}{c}}{\frac {d\varphi }{d\tau }}\delta \varphi -\int {{\frac {d}{dq}}\left[-{\frac {r^{2}}{c}}{\frac {d\varphi }{d\tau }}\right]\delta \varphi dq}.}
Варіація за довготою зникає в граничних точках і перший доданок занулюється. Інтеграл можна зробити рівним нулю при довільному виборі δφ тільки якщо інші множники під інтегралом завжди дорівнюють нулю. Таким чином ми приходимо до рівняння руху
{\displaystyle {\frac {d}{dq}}\left[-{\frac {r^{2}}{c}}{\frac {d\varphi }{d\tau }}\right]=0.}
При варіації за часом t отримаємо
{\displaystyle 2c^{2}{\frac {d\tau }{dq}}\delta {\frac {d\tau }{dq}}=2\left(1-{\frac {r_{s}}{r}}\right)c^{2}{\frac {dt}{dq}}\delta {\frac {dt}{dq}},}
що після поділу на {\displaystyle 2c{\frac {d\tau }{dq}}} дає варіацію підінтегрального вираження
{\displaystyle c\delta {\frac {d\tau }{dq}}=c\left(1-{\frac {r_{s}}{r}}\right){\frac {dt}{d\tau }}\delta {\frac {dt}{dq}}=c\left(1-{\frac {r_{s}}{r}}\right){\frac {dt}{d\tau }}{\frac {d\delta t}{dq}}.}
Звідси
{\displaystyle 0=\delta \int {c{\frac {d\tau }{dq}}dq}=\int {c\left(1-{\frac {r_{s}}{r}}\right){\frac {dt}{d\tau }}{\frac {d\delta t}{dq}}dq}}
і знову інтегрування частинами приводить до виразу
{\displaystyle 0=c\left(1-{\frac {r_{s}}{r}}\right){\frac {dt}{d\tau }}\delta t-\int {{\frac {d}{dq}}\left[c\left(1-{\frac {r_{s}}{r}}\right){\frac {dt}{d\tau }}\right]\delta tdq},}
з якого випливає рівняння руху
{\displaystyle {\frac {d}{dq}}\left[c\left(1-{\frac {r_{s}}{r}}\right){\frac {dt}{d\tau }}\right]=0.}
Якщо проінтегрувати ці рівняння руху і визначити сталі інтегрування, ми знову прийдемо до рівняння
{\displaystyle r^{2}{\frac {d\varphi }{d\tau }}={\frac {L}{m}},}
{\displaystyle \left(1-{\frac {r_{s}}{r}}\right){\frac {dt}{d\tau }}={\frac {E}{mc^{2}}}.}
Ці два рівняння для інтегралів руху L і E можна поєднати в одне, яке буде працювати навіть для фотона та інших безмасових частинок, для яких власний час уздовж геодезичної дорівнює нулю:
{\displaystyle {\frac {r^{2}}{bc}}{\frac {d\varphi }{dt}}=1-{\frac {r_{s}}{r}}.}

## Постньютонівські підходи
Оскільки в реальних задачах наближення пробного тіла іноді має недостатню точність, то існують підходи для його уточнення, одним з яких є застосування постньютонівського формалізму (ПН-формалізму), розвиненого в працях Еддінгтона, Фока, Дамура та інших вчених-релятивістів. Дещо спрощено, можна сказати, що в цьому підході відбувається розкладання рівнянь руху тіл, одержуваних з рівнянь Ейнштейна, в ряди за малим ПН-параметром {\displaystyle 1/c^{2}}, та врахування членів лише до певного степеня цього параметра. Вже застосування 2,5ПН рівня {\displaystyle (1/c^{5})} приводить до прогнозу гравітаційного випромінювання і відповідного зменшення періоду обертання гравітаційно пов'язаної системи. Поправки більш високого порядку також проявляються в русі об'єктів, наприклад, подвійних пульсарів. Рух планет та їх супутників, астероїдів, а також космічних апаратів Сонячної системи зараз розраховується в першому ПН-наближенні.

### Поправки до геодезичного розв'язку

#### Випромінювання гравітаційних хвиль і втрата енергії і моменту імпульсу

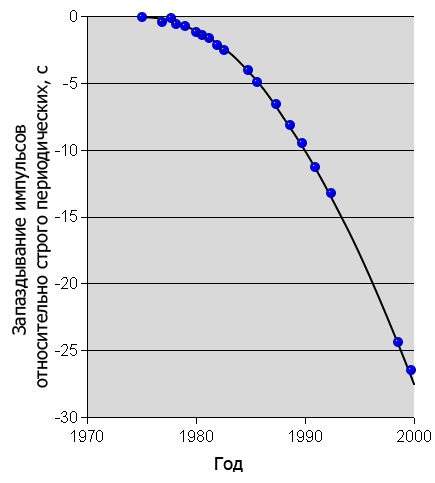
Експериментально виміряне зменшення періоду обертання подвійного пульсара PSR B1913+16 (сині точки) з високою точністю відповідає прогнозам ЗТВ (чорна крива)

Відповідно до загальної теорії відносності, два тіла, що обертаються одна навколо одної, випускають гравітаційні хвилі, що призводить до відмінності орбіт геодезичних, розрахованих вище. Для планет Сонячної системи цей ефект надзвичайно малий, але він може відігравати істотну роль в еволюції тісних подвійних зір.
Змінення орбіт спостерігається в декількох системах, найвідомішою з них є подвійний пульсар, відомий під назвою PSR B1913+16, за дослідження якого Алан Галс і Джозеф Тейлор отримали Нобелівську премію з фізики 1993 року. Дві нейтронні зорі в цій системі розташовані дуже близько одна від одної і здійснюють оберт за 465 хв. Їх орбіта — витягнутий еліпс з ексцентриситетом 0,62. Відповідно до загальної теорії відносності короткий період обертання і високий ексцентриситет робить систему чудовим джерелом гравітаційних хвиль, що спричиняє втрати енергії і зменшення періоду обертання. Спостережувані зміни періоду протягом тридцяти років добре узгоджуються з передбаченнями загальної теорії відносності з найкращого досяжною зараз точністю (близько 0,2 % станом на 2009 рік).

Дві нейтронні зорі, що швидко обертаються одна навколо одної, втрачають енергію шляхом випускання гравітаційного випромінювання. Через втрату енергії вони все більше зближуються і частота обертання зростає

Формулу, що описує втрату енергії та кутового моменту через гравітаційне випромінювання від двох тіл у задачі Кеплера, отримано в 1963 році. Швидкість втрати енергії (усереднена за період) задається у вигляді
{\displaystyle -\left\langle {\frac {dE}{dt}}\right\rangle ={\frac {32G^{4}m_{1}^{2}m_{2}^{2}\left(m_{1}+m_{2}\right)}{5c^{5}a^{5}\left(1-e^{2}\right)^{7/2}}}\left(1+{\frac {73}{24}}e^{2}+{\frac {37}{96}}e^{4}\right),}
де e — ексцентриситет, а a — велика піввісь еліптичної орбіти. Кутові дужки в лівій частині виразу означають усереднення за однією орбітою. Аналогічно для втрати кутового моменту можна записати
{\displaystyle -\left\langle {\frac {dL_{z}}{dt}}\right\rangle ={\frac {32G^{7/2}m_{1}^{2}m_{2}^{2}{\sqrt {m_{1}+m_{2}}}}{5c^{5}a^{7/2}\left(1-e^{2}\right)^{2}}}\left(1+{\frac {7}{8}}e^{2}\right).}
Втрати енергії та кутового моменту значно зростають, якщо ексцентриситет прямує до 1, тобто якщо еліпс є дуже витягнутим. Інтенсивність випромінювання збільшується при зменшенні розміру a орбіти. Втрата моменту імпульсу при випромінюванні така, що з часом ексцентриситет орбіти зменшується, і вона прямує до колової з постійно зменшуваним радіусом.
Потужність гравітаційного випромінювання планетних систем мізерно мала, наприклад для Сонячної системи — 5 кВт, з яких близько 90 % припадає на систему Сонце-Юпітер. Це мізерно мало, порівняно з кінетичною енергією планет (очікуваний час життя Сонячної системи на 13 порядков більший від віку Всесвіту). Значно більше випромінювання тісних подвійних зір, наприклад згаданий подвійний пульсар Галса — Тейлора (PSR B1913+16), компоненти якого розділені відстанню порядку радіуса Сонця випромінює гравітаційні хвилі потужністю 7,35 × 1024 Вт, що становить 2 % потужності Сонця. Через втрати енергії відстань між компонентами цієї подвійної системи зменшується на 3,5 м/рік, і через 300 млн років зорі зіллються в одну. В міру зближення компонентів подвійної зорі, потужність гравітаційного випромінювання зростає обернено пропорційно п'ятому степеню відстані між ними, і безпосередньо перед злиттям потужність досягає значних величин: енергія, еквівалентна кільком масам Сонця, випромінюється протягом десятих часток секунди, що відповідає потужності 1047 Вт. Це на 21 порядок більше світності Сонця і в мільярди разів більше світності нашої Галактики (саме така велика потужність дозволяє реєструвати гравітаційні хвилі під час злиття нейтронних зір на відстані сотень мільйонів світлових років). Потужність гравітаційних хвиль злиття чорних дір ще більша: в останні мілісекунди перед злиттям вона в десятки разів перевищує світність усіх зір у спостережуваній частині Всесвіту.

## Чисельна відносність
Якщо тіла є настільки компактними, що можуть рухатися окремо, навіть коли орбітальна швидкість доходить до істотної частки швидкості світла, постньютонівське розкладання перестає працювати надійно. Це можливо на останніх стадіях еволюції подвійних систем, що складаються з нейтронних зір або чорних дір — через гравітаційне випромінювання компоненти опускаються все ближче і ближче одне до одного, і врешті-решт зливаються. В цьому випадку тіла вже неможливо уявляти точковими або сферично-симетричними, і потрібно застосовувати методи точного тривимірного чисельного розв'язування рівнянь Ейнштейна і, в разі нейтронних зір — релятивістської магнітогідродинаміки, що носять найменування чисельної відносності. Першою експериментальною перевіркою, яка з точністю до 94 % підтвердила передбачення загальної теорії відносності та методів чисельної відносності, стало відкриття гравітаційних хвиль у вересні 2015 року.